# Los Jobitos
Los Jobitos är en ort i Mexiko.   Den ligger i kommunen Ciudad Valles och delstaten San Luis Potosí, i den centrala delen av landet, 290 km norr om huvudstaden Mexico City. Los Jobitos ligger 154 meter över havet och antalet invånare är 107.
Terrängen runt Los Jobitos är platt åt sydväst, men åt nordost är den kuperad. Runt Los Jobitos är det ganska tätbefolkat, med 78 invånare per kvadratkilometer. Närmaste större samhälle är Ciudad Valles, 5,1 km söder om Los Jobitos. Omgivningarna runt Los Jobitos är en mosaik av jordbruksmark och naturlig växtlighet.